# Pygopleurus simplex
Pygopleurus simplex is een keversoort uit de familie Glaphyridae. De wetenschappelijke naam van de soort is voor het eerst geldig gepubliceerd in 1963 door Petrovitz.